# Staatscommissie-Thomassen
De Staatscommissie-Thomassen was een Nederlandse Staatscommissie die op 9 juli 2009 is ingesteld door het kabinet-Balkenende IV. De commissie moest adviseren over mogelijke herziening van de Grondwet, met name over de toegankelijkheid daarvan. Verder moest zij de verhouding tussen grondrechten en uit verdragen voortvloeiende rechten tegen het licht houden. De commissie bracht op 11 november 2010 haar eindverslag uit.
Voorzitter was Wilhelmina Thomassen, raadsheer in de Hoge Raad der Nederlanden. De commissie bestond vrijwel geheel uit wetenschappers. Het lid Jurn de Vries was eerder Eerste Kamerlid voor de ChristenUnie.

## Resultaat
De belangrijkste conclusie van de commissie is dat de Grondwet met de tijd moet meegaan en daarom op enkele punten moet worden geactualiseerd. Er moet een algemeen artikel komen waarin staat dat Nederland een democratische rechtsstaat is en dat de overheid de menselijke waardigheid, de grondrechten en de fundamentele rechtsbeginselen eerbiedigt en waarborgt. De commissie is verder voorstander van opheffing van het verbod om wetten aan de Grondwet te toetsen.
De Eerste Kamer debatteerde op 7 februari 2012 over het rapport. De Eerste Kamer nam een motie aan waarin er bij de regering op wordt aangedrongen om in de Grondwet een artikel op te nemen over een algemeen recht op een eerlijk proces voor een onafhankelijke en onpartijdige rechter.
In de Tweede Kamer was er op 11 april 2012 een algemeen overleg van de vaste commissie voor Binnenlandse Zaken over de kabinetsreactie op het rapport. Daarin kwam met name de rechtstreekse doorwerking van internationale en Europese regels aan de orde (artikelen 93 en 94). Sommige partijen stelden daar vragen bij. Het overleg werd na de eerste termijn geschorst in afwachting van een reactie van de regering.
Op 22 augustus 2014 werd bekendgemaakt dat het kabinet-Rutte II besloten had een algemene bepaling met betrekking tot de democratie, de rechtsstaat, en de grondrechten op te nemen in de Grondwet als ongenummerd wetsartikel.

## Leden
De commissie bestond uit de volgende leden:
- Wilhelmina Thomassen, voormalig rechter in het Europees Hof voor de Rechten van de mens en raadsheer in de Hoge Raad
- Leonard Besselink, hoogleraar Europees constitutioneel recht aan de Universiteit Utrecht
- Monica Claes, hoogleraar Europees en vergelijkend constitutioneel recht aan de Universiteit van Tilburg
- Janneke Gerards, hoogleraar staats- en bestuursrecht aan de Universiteit Leiden
- Lilian Conçalves, staatsraad in buitengewone dienst
- Constantijn Kortmann, emeritus-hoogleraar staats- en bestuursrecht aan de Radboud Universiteit Nijmegen
- Roel de Lange, hoogleraar staats- en bestuursrecht aan de Erasmus Universiteit Rotterdam
- Barbara Oomen, bijzonder hoogleraar rechtspluralisme aan de Universiteit van Amsterdam
- Margriet Overkleeft, hoogleraar staats- en bestuursrecht aan de Erasmus Universiteit Rotterdam
- Jurn de Vries, ook lid van de Staatscommissie-Biesheuvel en Commissie-De Koning